# Pilote sur les ondes
Albums de Sheila
King of the World
(1980) Little Darlin'
(1981)
Singles
1. Pilote sur les ondes
Sortie : septembre 1980
2. Les sommets de Wolfgang
Sortie : janvier 1981

Pilote sur les ondes  est un album studio (et une chanson) de Sheila sorti en 1980 en LP 33 tours, et en cassette audio.
Sheila enregistre cet album dans un studio de la rue d’Hauteville à Paris (10e) avec des musiciens "branchés", dont Herry Ansker, Marc Hazon, Francis Moze et Marc Perru. Tous les titres sont arrangés par Mat Camison.
Les photos de la pochette sont de Aubert, Botti, Urli, Laffont.

## Liste des titres
1. Pilote sur les ondes - Adaptation : Claude Carrère et Jean Schmitt du titre de Charlie Dore Pilot of the Airwaves, d’après les paroles et la musique de Charlie Dore (Éditions Ackée Music et Éditions Panache).
2. L'amour au téléphone - Adaptation : Claude Carrère et Jean Schmitt du titre de Suzanne Fellini Love on the Phone, d’après les paroles de John Barilla, Suzanne Fellini, Kenneth Sonenberg et Jeff Wassmann (Éditions Warner Chappell SA).
3. Louis - Paroles & Musique : Claude Carrère, Jean Schmitt, Mathias Camison dit Mat Camison, et Kamel Hammadi dit N Amadi, (Éditions Claude Carrère SARL et Éditions Polygram).
4. Rocky Angel - Paroles & Musique : Claude Carrère, Jean Schmitt et Mathias Camison dit Mat Camison,(Éditions Claude Carrère SARL).
5. Peur du silence - Paroles & Musique : Claude Carrère, Jean Schmitt, Mathias Camison dit Mat Camison, et Kamel Hammadi dit N Amadi. (Éditions Claude Carrère SARL et Éditions Polygram).
6. Les sommets blancs de Wolfgang - Paroles & Musique : Claude Carrère, Jean Schmitt et Mathias Camison dit Mat Camison. (Éditions Claude Carrère SARL et Éditions Radio Music France).
7. Psycho-drame - Adaptation : Claude Carrère et Jean Schmitt du titre des Talking Heads Psycho-Chicken sorti en 1977, repris par les Fools Psycho-killer, d’après les paroles et la musique de David Byrne, Christopher Frantz, et Martina Weymouth dite Tina Weymouth (Éditions P.E.C.F).
8. Je ne suis qu'une fille - Paroles & Musique : Claude Carrère, Jean Schmitt et Mathias Camison dit Mat Camison; (Éditions Claude Carrère SARL).
9. Ma haute fidélité - Paroles & Musique : Claude Carrère, Jean Schmitt et Mathias Camison dit Mat Camison; (Éditions Claude Carrère SARL).

## Production
- Édition Album original :
  - 33 tours / LP Stéréo  Carrère 67.573 sorti en 1980
  - Cassette audio  Carrère 70.573 sortie en 1980

- Réédition de l'album :
  - CD  Warner Music - date de sortie : octobre 2016.
  - 33 tours / LP Stéréo  Warner 190295724320 (édition picture disc) sorti le 19 janvier 2018

## Les extraits de l'album
- Pilote sur les ondes / L'amour au téléphone
- Les sommets blancs de Wolfgang / Louis
- Peur du silence a été mis en face B du single Et ne la ramène pas (ce dernier titre ne figurant pas sur cet album).